# Evie Millynn
Evelyn „Evie“ Grace Millynn (* 23. November 1994 in Auckland) ist eine neuseeländische Fußballspielerin, die im Mittelfeld für die neuseeländische Nationalmannschaft 2014 zwei Spiele bestritt und für das neuseeländische Team Western Springs Auckland spielte.

## Karriere

### Nationalmannschaft
Millynn nahm im April 2010 als 15-Jährige mit der U-17-Mannschaft an der U-17-Fußball-Ozeanienmeisterschaft der Frauen 2010 teil. Mit dem Sieg bei der Meisterschaft hatte sich die Mannschaft für die U-17-Fußball-Weltmeisterschaft der Frauen 2010 in Trinidad und Tobago qualifiziert. Dort trafen die jungen Neuseeländerinnen aber auf stärkere Gegnerinnen. Millynn wurde zweimal in den Gruppenspielen eingesetzt, aber mit drei Niederlagen schied Neuseeland als Gruppenletzter aus. 
Im April 2012 folgte die Teilnahme an der U-20-Fußball-Ozeanienmeisterschaft der Frauen 2012 in ihrer Heimat Neuseeland. Millynn wurde in drei Spielen eingesetzt. Mit drei Siegen konnte Neuseeland auch diese Meisterschaft gewinnen und sich für die U-20-Fußball-Weltmeisterschaft der Frauen 2012 in Japan qualifizieren. In Japan konnte Neuseeland nur das erste Gruppenspiel gegen die Schweiz gewinnen, wobei Millynn das 1:0 erzielte (Endstand 2:1). Nach einem 2:2 gegen Gastgeber Japan und einem 0:4 gegen die Mexikanerinnen schied Neuseeland als Gruppendritter aus. An der U-20-Fußball-Ozeanienmeisterschaft der Frauen 2014 im Februar 2014 nahm sie nicht teil. Im März 2014 nahm sie dann mit der A-Nationalmannschaft am Zypern-Cup 2014 teil und gab beim 0:4 gegen Südkorea am 10. März 2014 ihren Einstand in der A-Nationalmannschaft Neuseelands. Im August folgte dann ihre zweite Teilnahme an einer U-20-WM. Bei der U-20-Fußball-Weltmeisterschaft der Frauen 2014 in Kanada wurde sie in allen Spielen der Mannschaft eingesetzt. Neuseeland belegte hinter Europameister Frankreich in der Gruppenphase Platz 2 und erreichte damit erstmals bei einer Weltmeisterschaft das Viertelfinale. Hier kam dann aber das Aus gegen den späteren Vizeweltmeister Nigeria. 
Für die Ozeanienmeisterschaft 2014 im Oktober 2014, bei der sich Neuseeland für die WM 2015 qualifizierte, wurde sie ebenfalls nominiert. Sie kam aber nur beim 11:0 im letzten Gruppenspiel gegen die Cookinseln zum Einsatz. Sie wurde dann auch für die Testspielserie im November in Europa nominiert, wurde dabei allerdings nicht eingesetzt. Am 14. Mai 2015 wurde sie in den Kader für die WM 2015 berufen. Bei der WM kam sie nicht zum Einsatz und wurde danach auch noch nicht wieder berufen.

## Erfolge
- U-17-Ozeanienmeister 2010
- U-20-Ozeanienmeister 2012
- Ozeanienmeister 2014